# Aliboron antennatum
Aliboron antennatum är en skalbaggsart som beskrevs av Thomson 1864. Aliboron antennatum ingår i släktet Aliboron och familjen långhorningar. Inga underarter finns listade i Catalogue of Life.